# Bréau-et-Salagosse
Bréau-et-Salagosse è un comune francese di 464 abitanti situato nel dipartimento del Gard, nella regione dell'Occitania.

## Società

### Evoluzione demografica
Abitanti censiti